# 12234 Shkuratov
12234 Shkuratov è un asteroide della fascia principale. Scoperto nel 1986, presenta un'orbita caratterizzata da un semiasse maggiore pari a 2,5910829 UA e da un'eccentricità di 0,2011095, inclinata di 12,36341° rispetto all'eclittica.